# 2MASS J1155-7919 b
2MASS J1155-7919 b é um planeta extrassolar localizado na Associação Epsilon Chamaeleontis e fica a apenas 330 anos-luz do nosso sistema solar. O planeta bebê gigante orbita uma estrela - que tem apenas cerca de 5 milhões de anos, cerca de mil vezes mais jovem que o nosso sol - e é 10 vezes mais massivo que Júpiter.